# Grenzschutz

Hoheitszeichen der Bundespolizei seit 2005

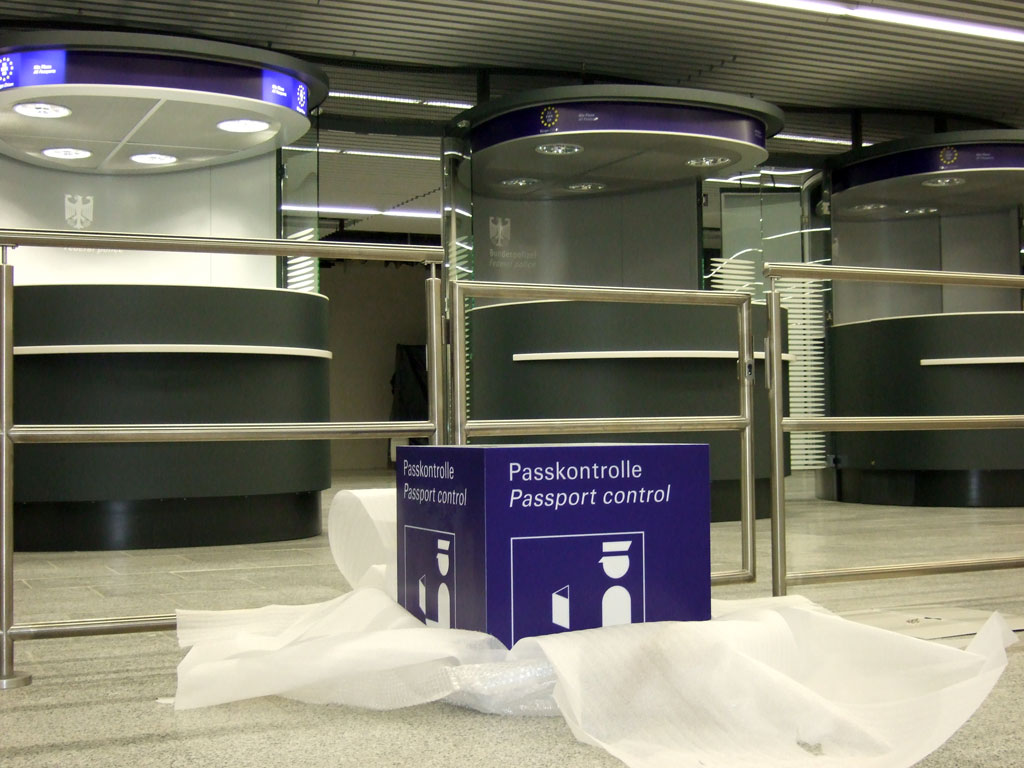
Kontrollstelle der Bundespolizei am Frankfurter Flughafen (bei der Eröffnung)

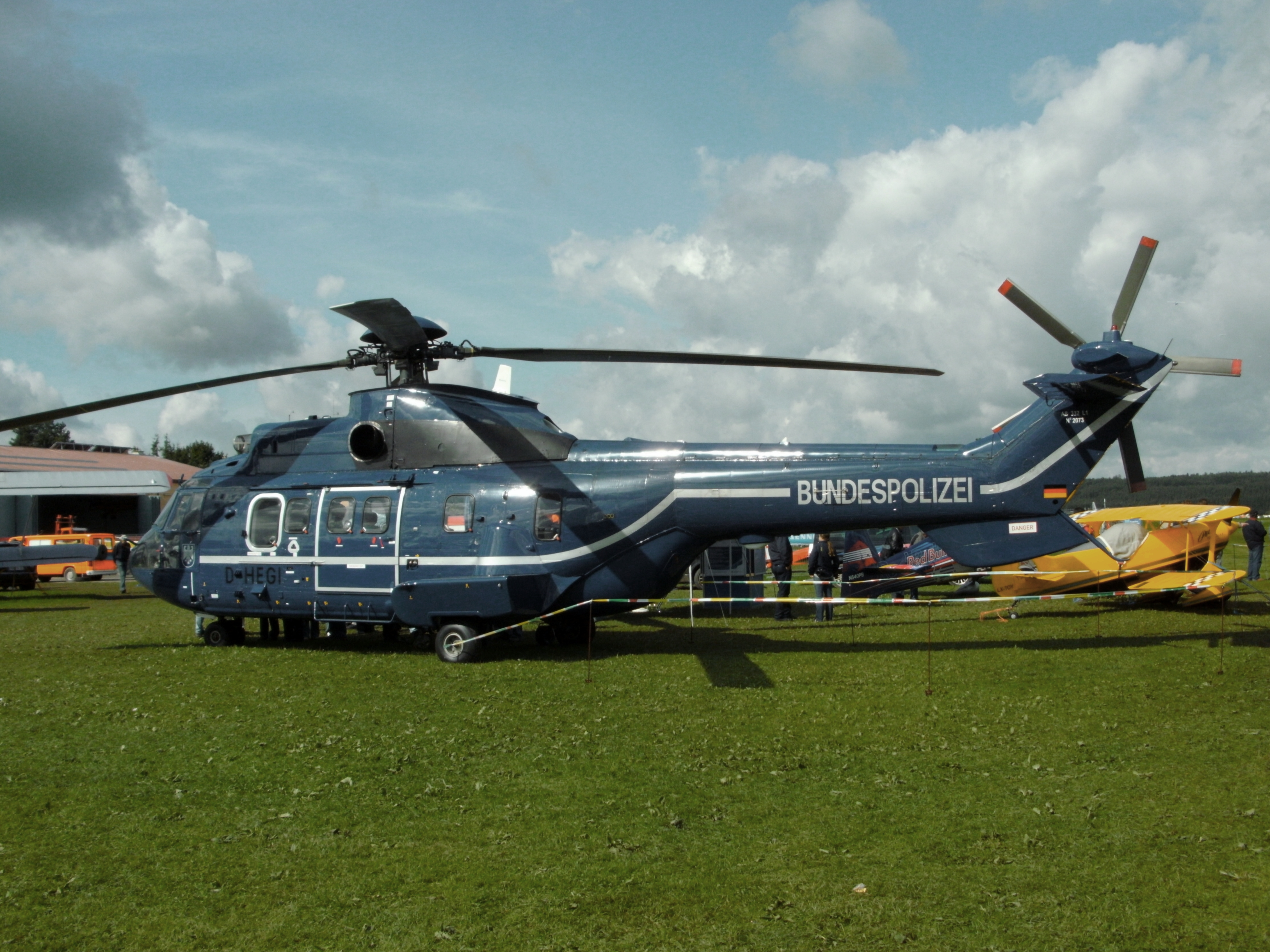
Bundespolizeihubschrauber, Typ AS 332 L1 „Super Puma“

Grenzschutz bezeichnet in Deutschland den grenzpolizeilichen Schutz des Bundesgebietes. Der Grenzschutz ist Aufgabe der Bundespolizei, soweit nicht ein Land im Einvernehmen mit dem Bund Aufgaben des grenzpolizeilichen Einzeldienstes mit eigenen Kräften (Landespolizei) wahrnimmt. Durch ein Verwaltungsabkommen zwischen der Bundesregierung und dem Senat der Freien und Hansestadt Hamburg werden beispielsweise die grenzpolizeilichen Aufgaben im Hamburger Hafen seit 1953 von der dortigen Wasserschutzpolizei wahrgenommen.
Bei Grenzkontrollen werden sowohl Personen als auch die von ihnen mitgeführten Sachen kontrolliert.
Die Kontrolle des grenzüberschreitenden Verkehrs mit Waren und die Sicherung der Zollgrenze ist dagegen Gegenstand der zollamtlichen Überwachung (Grenzaufsicht).
Die Länge der deutschen Grenze beträgt insgesamt 3876 Kilometer.

## Geschichte
Historisch bedeutsam waren unter anderem:
- Grenzschutz Ost – als Sammelbezeichnung für 1918/1919 aufgestellte deutsche Verbände.
- Bundesgrenzschutz – als paramilitärisch organisierte Polizeitruppe der Bundesrepublik Deutschland seit 1951; sie ist zum 1. Juli 2005 in Bundespolizei umbenannt worden.[5]
- Bayerische Grenzpolizei – vom 15. März 1947 bis 31. März 1998, Neugründung 2. Juli 2018; für Schleierfahndungen im Grenzgebiet.[6]
- Hessische Grenzpolizei – zwischen der bedingungslosen Kapitulation der Wehrmacht bis zur Gründung der Bundesrepublik Deutschland.
- Grenzpolizei in den Ländern der Sowjetischen Besatzungszone (SBZ) – vom 1. Dezember 1946 bis 6. Oktober 1949 bzw. in den Ländern der Deutschen Demokratischen Republik (DDR) vom 7. Oktober 1949 bis 15. Mai 1952; danach als DGP formiert.
- Deutsche Grenzpolizei (DGP) in der DDR vom 16. Mai 1952 bis 14. Dezember 1961.
- Grenztruppen der NVA (GT/NVA) – vom 15. September 1961 bis 1973 bzw. Grenztruppen der DDR (GT/DDR) von 1973 bis 30. September 1990 – als Teil der Bewaffneten Organe der DDR; Vorläufer war die Deutsche Grenzpolizei (DGP).
- Grenzschutz der DDR (GS/DDR) – für den ab Januar 1990 in der DDR  aufgebauten polizeilichen Grenzschutz, der unter der DDR-Regierung de Maizière vom 15. Juli 1990 bis 2. Oktober 1990 dem Ministerium des Innern der DDR unterstellt war und am 3. Oktober 1990 vollständig vom Bundesgrenzschutz (BGS) übernommen wurde.

## Bundesgesetzliche Regelung
Gemäß § 2 Abs. 2 des Bundespolizeigesetzes (BPolG) umfasst der Grenzschutz
- die polizeiliche Überwachung der Grenzen,
- die polizeiliche Kontrolle des grenzüberschreitenden Verkehrs einschließlich
  - der Überprüfung der Grenzübertrittspapiere und der Berechtigung zum Grenzübertritt,
  - der Grenzfahndung,
  - der Abwehr von Gefahren sowie
- im Grenzgebiet bis zu einer Tiefe von 30 Kilometern und von der seewärtigen Begrenzung an bis zu einer Tiefe von 50 Kilometern die Abwehr von Gefahren, die die Sicherheit der Grenze beeinträchtigen.

## Europäische Union
Der Schengener Grenzkodex sieht vor, dass grundsätzlich keine Grenzkontrollen in Bezug auf Personen stattfinden, die die Binnengrenzen zwischen den Mitgliedstaaten der Europäischen Union überschreiten. Er erlaubt in Art. 25 ff. jedoch im Falle außergewöhnlicher Umstände, in denen das Funktionieren des Schengen-Raums insgesamt gefährdet ist, die vorübergehende Wiedereinführung von Grenzkontrollen an einer Binnengrenze.
Der Schengener Grenzkodex legt auch Regeln für die Grenzkontrollen in Bezug auf Personen fest, die die Außengrenzen der Europäischen Union überschreiten.